# Liège-Bastogne-Liège for kvinder 2021
Liège-Bastogne-Liège for kvinder 2021 var den 5. udgave af det belgiske cykelløb Liège-Bastogne-Liège for kvinder. Det 141 km lange linjeløb blev kørt den 25. april 2021 med start i Bastogne og mål i Liège. Løbet var det niende arrangement på UCI Women's World Tour 2021.
En gruppe på fem ryttere kom samlet til målstregen og her viste hollandske Demi Vollering fra SD Worx sig hurtigst. På de resterende podiepladser kom hollandske Annemiek van Vleuten (Movistar Team) og italienske Elisa Longo Borghini (Trek-Segafredo) på henholdsvis anden- og tredjepladsen.

## Resultat
| \| Samlede stilling \| Samlede stilling \| Samlede stilling \| Samlede stilling \| Samlede stilling \| \| Rytter \| Rytter \| Hold \| Tid \| \| \| ---------------- \| ---------------------- \| ---------------------------------- \| ---------------- \| ---------------- \| \| 1. \| Demi Vollering \| SD Worx \| 3t 54' 31" \| \| \| 2. \| Annemiek van Vleuten \| Movistar Team \| + 0" \| \| \| 3. \| Elisa Longo Borghini \| Trek-Segafredo \| + 0" \| \| \| 4. \| Katarzyna Niewiadoma \| Canyon-SRAM Racing \| + 0" \| \| \| 5. \| Anna van der Breggen \| SD Worx \| + 2" \| \| \| 6. \| Marianne Vos \| Jumbo-Visma Women Team \| + 1' 27" \| \| \| 7. \| Ashleigh Moolman-Pasio \| SD Worx \| + 1' 27" \| \| \| 8. \| Cecilie Uttrup Ludwig \| FDJ-Nouvelle Aquitaine-Futuroscope \| + 1' 27" \| \| \| 9. \| Lucinda Brand \| Trek-Segafredo \| + 1' 59" \| \| \| 10. \| Amanda Spratt \| Team BikeExchange \| + 1' 59" \| \| \| 11. \| Soraya Paladin \| Liv Racing \| + 1' 59" \| \| \| 12. \| Riejanne Markus \| Jumbo-Visma Women Team \| + 1' 59" \| \| \| 13. \| Elise Chabbey \| Canyon-SRAM Racing \| + 1' 59" \| \| \| 14. \| Marta Cavalli \| FDJ-Nouvelle Aquitaine-Futuroscope \| + 1' 59" \| \| \| 15. \| Marija Novolodskaja \| A.R. Monex Women's \| + 1' 59" \| \| \| 16. \| Erica Magnaldi \| Ceratizit-WNT Pro Cycling \| + 1' 59" \| \| \| 17. \| Niamh Fisher-Black \| SD Worx \| + 1' 59" \| \| \| 18. \| Ane Santesteban \| Team BikeExchange \| + 1' 59" \| \| \| 19. \| Mavi García \| Alé BTC Ljubljana \| + 1' 59" \| \| \| 20. \| Leah Thomas \| Movistar Team \| + 1' 59" \| \| |                        |                                    |            |
| |                        |                                    |            |
| Kilder: ProCyclingStats Cycling Quotient |                        |                                    |            |
| Samlede stilling |                        |                                    |            |
| Rytter | Rytter                 | Hold                               | Tid        |
| 1. | Demi Vollering         | SD Worx                            | 3t 54' 31" |
| 2. | Annemiek van Vleuten   | Movistar Team                      | + 0"       |
| 3. | Elisa Longo Borghini   | Trek-Segafredo                     | + 0"       |
| 4. | Katarzyna Niewiadoma   | Canyon-SRAM Racing                 | + 0"       |
| 5. | Anna van der Breggen   | SD Worx                            | + 2"       |
| 6. | Marianne Vos           | Jumbo-Visma Women Team             | + 1' 27"   |
| 7. | Ashleigh Moolman-Pasio | SD Worx                            | + 1' 27"   |
| 8. | Cecilie Uttrup Ludwig  | FDJ-Nouvelle Aquitaine-Futuroscope | + 1' 27"   |
| 9. | Lucinda Brand          | Trek-Segafredo                     | + 1' 59"   |
| 10. | Amanda Spratt          | Team BikeExchange                  | + 1' 59"   |
| 11. | Soraya Paladin         | Liv Racing                         | + 1' 59"   |
| 12. | Riejanne Markus        | Jumbo-Visma Women Team             | + 1' 59"   |
| 13. | Elise Chabbey          | Canyon-SRAM Racing                 | + 1' 59"   |
| 14. | Marta Cavalli          | FDJ-Nouvelle Aquitaine-Futuroscope | + 1' 59"   |
| 15. | Marija Novolodskaja    | A.R. Monex Women's                 | + 1' 59"   |
| 16. | Erica Magnaldi         | Ceratizit-WNT Pro Cycling          | + 1' 59"   |
| 17. | Niamh Fisher-Black     | SD Worx                            | + 1' 59"   |
| 18. | Ane Santesteban        | Team BikeExchange                  | + 1' 59"   |
| 19. | Mavi García            | Alé BTC Ljubljana                  | + 1' 59"   |
| 20. | Leah Thomas            | Movistar Team                      | + 1' 59"   |

## Hold og ryttere
| translation for headoftableIII_translate index 58 not found (9)- Alé BTC Ljubljana - Canyon-SRAM Racing - FDJ-Nouvelle Aquitaine-Futuroscope - Liv Racing - Movistar Team - Team BikeExchange - Team DSM - SD Worx - Trek-Segafredo UCI Women's Kontinentalhold (15)- Andy Schleck-CP NVST-Immo Losch - Arkéa Pro Cycling Team - A.R. Monex - BePink - Bingoal Casino-Chevalmeire - Ceratizit-WNT Pro Cycling - Cogeas-Mettler-Look Pro Cycling Team - Doltcini-Van Eyck Sport-Proximus - Drops-Le col - Jumbo-Visma - Lotto Soudal Ladies - Parkhotel Valkenburg - Rally - Team Tibco-Silicon Valley Bank - Valcar-Travel & Service |
| |

### Danske ryttere
| Danske ryttere på startlisten |                       |                                    |           |
| Rygnummer                     | Rytter                | Hold                               | Placering |
| 91                            | Cecilie Uttrup Ludwig | FDJ-Nouvelle Aquitaine-Futuroscope | 8         |

* DNF = gennemførte ikke

### Startliste
| SD Worx SDW | SD Worx SDW                           | SD Worx SDW |
| ----------- | ------------------------------------- | ----------- |
| Nr.         | Rytter                                | Placering   |
| 1           | Anna van der Breggen (NED) (landevej) | 5.          |
| 2           | Elena Cecchini (ITA)                  | 76.         |
| 3           | Niamh Fisher-Black (NZL)              | 17.         |
| 4           | Ashleigh Moolman-Pasio (RSA)          | 7.          |
| 5           | Chantal van den Broek-Blaak (NED)     | 29.         |
| 6           | Demi Vollering (NED)                  | 1.          |

| Trek-Segafredo TFS | Trek-Segafredo TFS                    | Trek-Segafredo TFS |
| ------------------ | ------------------------------------- | ------------------ |
| Nr.                | Rytter                                | Placering          |
| 11                 | Elisa Longo Borghini (ITA) (landevej) | 3.                 |
| 12                 | Lucinda Brand (NED)                   | 9.                 |
| 13                 | Lauretta Hanson (AUS)                 | DNF                |
| 14                 | Shirin van Anrooij (NED)              | 48.                |
| 15                 | Tayler Wiles (USA)                    | 27.                |
| 16                 | Ruth Winder (USA)                     | DNS                |

| Team BikeExchange BEX | Team BikeExchange BEX             | Team BikeExchange BEX |
| --------------------- | --------------------------------- | --------------------- |
| Nr.                   | Rytter                            | Placering             |
| 21                    | Amanda Spratt (AUS)               | 10.                   |
| 22                    | Janneke Ensing (NED)              | 22.                   |
| 23                    | Lucy Kennedy (AUS)                | DNF                   |
| 24                    | Ane Santesteban (ESP)             | 18.                   |
| 25                    | Moniek Tenniglo (NED)             | 70.                   |
| 26                    | Georgia Williams (NZL) (landevej) | 68.                   |

| Jumbo-Visma Women Team TJV | Jumbo-Visma Women Team TJV | Jumbo-Visma Women Team TJV |
| -------------------------- | -------------------------- | -------------------------- |
| Nr.                        | Rytter                     | Placering                  |
| 31                         | Marianne Vos (NED)         | 6.                         |
| 32                         | Teuntje Beekhuis (NED)     | 41.                        |
| 33                         | Anna Henderson (GBR)       | 28.                        |
| 34                         | Anouska Koster (NED)       | 38.                        |
| 35                         | Riejanne Markus (NED)      | 12.                        |
| 36                         | Julie Van de Velde (BEL)   | 59.                        |

| Canyon-SRAM Racing CSR | Canyon-SRAM Racing CSR         | Canyon-SRAM Racing CSR |
| ---------------------- | ------------------------------ | ---------------------- |
| Nr.                    | Rytter                         | Placering              |
| 41                     | Katarzyna Niewiadoma (POL)     | 4.                     |
| 42                     | Alena Amjaljusik (BLR)         | 35.                    |
| 43                     | Hannah Barnes (GBR)            | 55.                    |
| 44                     | Elise Chabbey (SUI) (landevej) | 13.                    |
| 45                     | Tiffany Cromwell (AUS)         | 39.                    |
| 46                     | Mikayla Harvey (NZL)           | 43.                    |

| Alé BTC Ljubljana ALE | Alé BTC Ljubljana ALE        | Alé BTC Ljubljana ALE |
| --------------------- | ---------------------------- | --------------------- |
| Nr.                   | Rytter                       | Placering             |
| 51                    | Mavi García (ESP) (landevej) | 19.                   |
| 52                    | Anastasia Chursina (RUS)     | 46.                   |
| 53                    | Tatiana Guderzo (ITA)        | 42.                   |
| 54                    | Alessia Patuelli (ITA)       | 64.                   |
| 55                    | Marlen Reusser (SUI)         | 45.                   |
| 56                    | Sophie Wright (GBR)          | DNF                   |

| Andy Schleck-CP NVST-Immo Losch ASC | Andy Schleck-CP NVST-Immo Losch ASC    | Andy Schleck-CP NVST-Immo Losch ASC |
| ----------------------------------- | -------------------------------------- | ----------------------------------- |
| Nr.                                 | Rytter                                 | Placering                           |
| 61                                  | Mie Bjørndal Ottestad (NOR) (landevej) | DNF                                 |
| 62                                  | Claire Faber (LUX)                     | DNF                                 |
| 63                                  | Mae Lang (EST)                         | 58.                                 |
| 64                                  | Léna Mettraux (SUI)                    | DNF                                 |
| 65                                  | Carolin Schiff (GER)                   | 65.                                 |
| 66                                  | Sandra Weiss (SUI)                     | DNF                                 |

| Movistar Team MOV | Movistar Team MOV                     | Movistar Team MOV |
| ----------------- | ------------------------------------- | ----------------- |
| Nr.               | Rytter                                | Placering         |
| 71                | Annemiek van Vleuten (NED) (landevej) | 2.                |
| 72                | Katrine Aalerud (NOR)                 | 21.               |
| 73                | Sara Martín Martín (ESP)              | 47.               |
| 74                | Paula Patiño (COL)                    | 69.               |
| 75                | Gloria Rodríguez (ESP)                | DNF               |
| 76                | Leah Thomas (USA)                     | 20.               |

| Liv Racing LIV | Liv Racing LIV             | Liv Racing LIV |
| -------------- | -------------------------- | -------------- |
| Nr.            | Rytter                     | Placering      |
| 81             | Soraya Paladin (ITA)       | 11.            |
| 82             | Valerie Demey (BEL)        | 51.            |
| 83             | Marta Jaskulska (POL)      | 73.            |
| 84             | Jeanne Korevaar (NED)      | 54.            |
| 85             | Pauliena Rooijakkers (NED) | 75.            |
| 86             | Sabrina Stultiens (NED)    | 52.            |

| FDJ-Nouvelle Aquitaine-Futuroscope FDJ | FDJ-Nouvelle Aquitaine-Futuroscope FDJ | FDJ-Nouvelle Aquitaine-Futuroscope FDJ |
| -------------------------------------- | -------------------------------------- | -------------------------------------- |
| Nr.                                    | Rytter                                 | Placering                              |
| 91                                     | Cecilie Uttrup Ludwig (DEN)            | 8.                                     |
| 92                                     | Stine Borgli (NOR)                     | DNF                                    |
| 93                                     | Marta Cavalli (ITA)                    | 14.                                    |
| 94                                     | Brodie Chapman (AUS)                   | 25.                                    |
| 95                                     | Eugénie Duval (FRA)                    | 79.                                    |
| 96                                     | Évita Muzic (FRA)                      | 23.                                    |

| Tibco-Silicon Valley Bank TIB | Tibco-Silicon Valley Bank TIB | Tibco-Silicon Valley Bank TIB |
| ----------------------------- | ----------------------------- | ----------------------------- |
| Nr.                           | Rytter                        | Placering                     |
| 101                           | Kristen Faulkner (USA)        | 24.                           |
| 102                           | Tanja Erath (GER)             | DNF                           |
| 103                           | Nina Kessler (NED)            | DNF                           |
| 104                           | Emily Newsom (USA)            | 49.                           |
| 105                           | Lauren Stephens (USA)         | DNF                           |
| 106                           | Eri Yonamine (JPN)            | 81.                           |

| Ceratizit-WNT Pro Cycling WNT | Ceratizit-WNT Pro Cycling WNT | Ceratizit-WNT Pro Cycling WNT |
| ----------------------------- | ----------------------------- | ----------------------------- |
| Nr.                           | Rytter                        | Placering                     |
| 111                           | Erica Magnaldi (ITA)          | 16.                           |
| 112                           | Laura Asencio (FRA)           | DNF                           |
| 113                           | Kathrin Hammes (GER)          | DNF                           |
| 114                           | Marta Lach (POL) (landevej)   | 31.                           |
| 115                           | Lin Lea Teutenberg (GER)      | DNF                           |
| 116                           | Lara Vieceli (ITA)            | 50.                           |

| Lotto Soudal Ladies LSL | Lotto Soudal Ladies LSL  | Lotto Soudal Ladies LSL |
| ----------------------- | ------------------------ | ----------------------- |
| Nr.                     | Rytter                   | Placering               |
| 121                     | Hanna Nilsson (SWE)      | 63.                     |
| 122                     | Danique Braam (NED)      | DNF                     |
| 123                     | Lone Meertens (BEL)      | 57.                     |
| 124                     | Jesse Vandenbulcke (BEL) | DNF                     |
| 125                     | Elise vander Sande (BEL) | DNF                     |

| Valcar-Travel & Service VAL | Valcar-Travel & Service VAL | Valcar-Travel & Service VAL |
| --------------------------- | --------------------------- | --------------------------- |
| Nr.                         | Rytter                      | Placering                   |
| 131                         | Alice Maria Arzuffi (ITA)   | 74.                         |
| 132                         | Eleonora Gasparrini (ITA)   | 71.                         |
| 133                         | Silvia Magri (ITA)          | 72.                         |
| 134                         | Barbara Malcotti (ITA)      | 26.                         |
| 135                         | Federica Piergiovanni (ITA) | 40.                         |
| 136                         | Silvia Pollicini (ITA)      | DNF                         |

| A.R. Monex Women's ASA | A.R. Monex Women's ASA    | A.R. Monex Women's ASA |
| ---------------------- | ------------------------- | ---------------------- |
| Nr.                    | Rytter                    | Placering              |
| 141                    | Marija Novolodskaja (RUS) | 15.                    |
| 142                    | Eider Merino (ESP)        | 30.                    |
| 143                    | Mariia Miliaeva (RUS)     | DNF                    |
| 144                    | Katia Ragusa (ITA)        | DNF                    |
| 145                    | Lizbeth Salazar (MEX)     | 56.                    |
| 146                    | Arlenis Sierra (CUB)      | 37.                    |

| Drops-Le Col DRP | Drops-Le Col DRP      | Drops-Le Col DRP |
| ---------------- | --------------------- | ---------------- |
| Nr.              | Rytter                | Placering        |
| 151              | Joscelin Lowden (GBR) | 32.              |
| 152              | Anna Christian (GBR)  | 67.              |
| 153              | Dani Christmas (GBR)  | 82.              |
| 154              | Sara Penton (SWE)     | DNF              |
| 155              | April Tacey (GBR)     | DNF              |
| 156              | Alice Towers (GBR)    | 60.              |

| Arkéa Pro Cycling Team ARK | Arkéa Pro Cycling Team ARK | Arkéa Pro Cycling Team ARK |
| -------------------------- | -------------------------- | -------------------------- |
| Nr.                        | Rytter                     | Placering                  |
| 161                        | Sandra Levenez (FRA)       | 34.                        |
| 162                        | Pauline Allin (FRA)        | 78.                        |
| 163                        | Charlotte Becker (GER)     | DNF                        |
| 164                        | Amandine Fouquenet (FRA)   | 77.                        |
| 165                        | Cédrine Kerbaol (FRA)      | 61.                        |
| 166                        | Greta Richioud (FRA)       | DNF                        |

| Cogeas-Mettler-Look Pro Cycling Team CGS | Cogeas-Mettler-Look Pro Cycling Team CGS | Cogeas-Mettler-Look Pro Cycling Team CGS |
| ---------------------------------------- | ---------------------------------------- | ---------------------------------------- |
| Nr.                                      | Rytter                                   | Placering                                |
| 171                                      | Olga Sabelinskaja (UZB)                  | 33.                                      |
| 172                                      | Hannah Buch (GER)                        | DNF                                      |
| 173                                      | Iuliia Galimullina (RUS)                 | DNF                                      |
| 174                                      | Ajgul Garejeva (RUS)                     | DNF                                      |
| 175                                      | Petra Stiasny (SUI)                      | DNF                                      |

| Bingoal-Chevalmeire CCT | Bingoal-Chevalmeire CCT   | Bingoal-Chevalmeire CCT |
| ----------------------- | ------------------------- | ----------------------- |
| Nr.                     | Rytter                    | Placering               |
| 181                     | Thalita de Jong (NED)     | 36.                     |
| 182                     | Lenny Druyts (BEL)        | DNF                     |
| 183                     | Justine Ghekiere (BEL)    | DNF                     |
| 184                     | Kelly Van den Steen (BEL) | DNF                     |

| Doltcini-Van Eyck-Proximus DVE | Doltcini-Van Eyck-Proximus DVE | Doltcini-Van Eyck-Proximus DVE |
| ------------------------------ | ------------------------------ | ------------------------------ |
| Nr.                            | Rytter                         | Placering                      |
| 191                            | Mieke Docx (BEL)               | DNF                            |
| 192                            | Amber Aernouts (NED)           | 83.                            |
| 193                            | Olha Kulynych (UKR)            | 62.                            |
| 194                            | Barbara Sniezynska (POL)       | DNF                            |
| 195                            | Nicole Steigenga (NED)         | 80.                            |
| 196                            | Fien Van Eynde (BEL)           | DNF                            |

| Rally Cycling RLW | Rally Cycling RLW             | Rally Cycling RLW |
| ----------------- | ----------------------------- | ----------------- |
| Nr.               | Rytter                        | Placering         |
| 201               | Kristabel Doebel-Hickok (USA) | 66.               |
| 202               | Holly Breck (USA)             | DNF               |
| 203               | Heidi Franz (USA)             | DNF               |
| 204               | Leigh Ann Ganzar (USA)        | DNF               |
| 205               | Clara Koppenburg (GER)        | 44.               |
| 206               | Sara Poidevin (CAN)           | DNF               |

| Bepink BPK | Bepink BPK              | Bepink BPK |
| ---------- | ----------------------- | ---------- |
| Nr.        | Rytter                  | Placering  |
| 211        | Camilla Alessio (ITA)   | 53.        |
| 212        | Vania Canvelli (ITA)    | DNF        |
| 213        | Michaela Drummond (NZL) | DNF        |
| 214        | Marketa Hajkova (CZE)   | DNF        |
| 215        | Nadia Quagliotto (ITA)  | DNF        |
| 216        | Silvia Zanardi (ITA)    | DNF        |

| SD Worx SDW | SD Worx SDW                           | SD Worx SDW |
| ----------- | ------------------------------------- | ----------- |
| Nr.         | Rytter                                | Placering   |
| 1           | Anna van der Breggen (NED) (landevej) | 5.          |
| 2           | Elena Cecchini (ITA)                  | 76.         |
| 3           | Niamh Fisher-Black (NZL)              | 17.         |
| 4           | Ashleigh Moolman-Pasio (RSA)          | 7.          |
| 5           | Chantal van den Broek-Blaak (NED)     | 29.         |
| 6           | Demi Vollering (NED)                  | 1.          |

| Trek-Segafredo TFS | Trek-Segafredo TFS                    | Trek-Segafredo TFS |
| ------------------ | ------------------------------------- | ------------------ |
| Nr.                | Rytter                                | Placering          |
| 11                 | Elisa Longo Borghini (ITA) (landevej) | 3.                 |
| 12                 | Lucinda Brand (NED)                   | 9.                 |
| 13                 | Lauretta Hanson (AUS)                 | DNF                |
| 14                 | Shirin van Anrooij (NED)              | 48.                |
| 15                 | Tayler Wiles (USA)                    | 27.                |
| 16                 | Ruth Winder (USA)                     | DNS                |

| Team BikeExchange BEX | Team BikeExchange BEX             | Team BikeExchange BEX |
| --------------------- | --------------------------------- | --------------------- |
| Nr.                   | Rytter                            | Placering             |
| 21                    | Amanda Spratt (AUS)               | 10.                   |
| 22                    | Janneke Ensing (NED)              | 22.                   |
| 23                    | Lucy Kennedy (AUS)                | DNF                   |
| 24                    | Ane Santesteban (ESP)             | 18.                   |
| 25                    | Moniek Tenniglo (NED)             | 70.                   |
| 26                    | Georgia Williams (NZL) (landevej) | 68.                   |

| Jumbo-Visma Women Team TJV | Jumbo-Visma Women Team TJV | Jumbo-Visma Women Team TJV |
| -------------------------- | -------------------------- | -------------------------- |
| Nr.                        | Rytter                     | Placering                  |
| 31                         | Marianne Vos (NED)         | 6.                         |
| 32                         | Teuntje Beekhuis (NED)     | 41.                        |
| 33                         | Anna Henderson (GBR)       | 28.                        |
| 34                         | Anouska Koster (NED)       | 38.                        |
| 35                         | Riejanne Markus (NED)      | 12.                        |
| 36                         | Julie Van de Velde (BEL)   | 59.                        |

| Canyon-SRAM Racing CSR | Canyon-SRAM Racing CSR         | Canyon-SRAM Racing CSR |
| ---------------------- | ------------------------------ | ---------------------- |
| Nr.                    | Rytter                         | Placering              |
| 41                     | Katarzyna Niewiadoma (POL)     | 4.                     |
| 42                     | Alena Amjaljusik (BLR)         | 35.                    |
| 43                     | Hannah Barnes (GBR)            | 55.                    |
| 44                     | Elise Chabbey (SUI) (landevej) | 13.                    |
| 45                     | Tiffany Cromwell (AUS)         | 39.                    |
| 46                     | Mikayla Harvey (NZL)           | 43.                    |

| Alé BTC Ljubljana ALE | Alé BTC Ljubljana ALE        | Alé BTC Ljubljana ALE |
| --------------------- | ---------------------------- | --------------------- |
| Nr.                   | Rytter                       | Placering             |
| 51                    | Mavi García (ESP) (landevej) | 19.                   |
| 52                    | Anastasia Chursina (RUS)     | 46.                   |
| 53                    | Tatiana Guderzo (ITA)        | 42.                   |
| 54                    | Alessia Patuelli (ITA)       | 64.                   |
| 55                    | Marlen Reusser (SUI)         | 45.                   |
| 56                    | Sophie Wright (GBR)          | DNF                   |

| Andy Schleck-CP NVST-Immo Losch ASC | Andy Schleck-CP NVST-Immo Losch ASC    | Andy Schleck-CP NVST-Immo Losch ASC |
| ----------------------------------- | -------------------------------------- | ----------------------------------- |
| Nr.                                 | Rytter                                 | Placering                           |
| 61                                  | Mie Bjørndal Ottestad (NOR) (landevej) | DNF                                 |
| 62                                  | Claire Faber (LUX)                     | DNF                                 |
| 63                                  | Mae Lang (EST)                         | 58.                                 |
| 64                                  | Léna Mettraux (SUI)                    | DNF                                 |
| 65                                  | Carolin Schiff (GER)                   | 65.                                 |
| 66                                  | Sandra Weiss (SUI)                     | DNF                                 |

| Movistar Team MOV | Movistar Team MOV                     | Movistar Team MOV |
| ----------------- | ------------------------------------- | ----------------- |
| Nr.               | Rytter                                | Placering         |
| 71                | Annemiek van Vleuten (NED) (landevej) | 2.                |
| 72                | Katrine Aalerud (NOR)                 | 21.               |
| 73                | Sara Martín Martín (ESP)              | 47.               |
| 74                | Paula Patiño (COL)                    | 69.               |
| 75                | Gloria Rodríguez (ESP)                | DNF               |
| 76                | Leah Thomas (USA)                     | 20.               |

| Liv Racing LIV | Liv Racing LIV             | Liv Racing LIV |
| -------------- | -------------------------- | -------------- |
| Nr.            | Rytter                     | Placering      |
| 81             | Soraya Paladin (ITA)       | 11.            |
| 82             | Valerie Demey (BEL)        | 51.            |
| 83             | Marta Jaskulska (POL)      | 73.            |
| 84             | Jeanne Korevaar (NED)      | 54.            |
| 85             | Pauliena Rooijakkers (NED) | 75.            |
| 86             | Sabrina Stultiens (NED)    | 52.            |

| FDJ-Nouvelle Aquitaine-Futuroscope FDJ | FDJ-Nouvelle Aquitaine-Futuroscope FDJ | FDJ-Nouvelle Aquitaine-Futuroscope FDJ |
| -------------------------------------- | -------------------------------------- | -------------------------------------- |
| Nr.                                    | Rytter                                 | Placering                              |
| 91                                     | Cecilie Uttrup Ludwig (DEN)            | 8.                                     |
| 92                                     | Stine Borgli (NOR)                     | DNF                                    |
| 93                                     | Marta Cavalli (ITA)                    | 14.                                    |
| 94                                     | Brodie Chapman (AUS)                   | 25.                                    |
| 95                                     | Eugénie Duval (FRA)                    | 79.                                    |
| 96                                     | Évita Muzic (FRA)                      | 23.                                    |

| Tibco-Silicon Valley Bank TIB | Tibco-Silicon Valley Bank TIB | Tibco-Silicon Valley Bank TIB |
| ----------------------------- | ----------------------------- | ----------------------------- |
| Nr.                           | Rytter                        | Placering                     |
| 101                           | Kristen Faulkner (USA)        | 24.                           |
| 102                           | Tanja Erath (GER)             | DNF                           |
| 103                           | Nina Kessler (NED)            | DNF                           |
| 104                           | Emily Newsom (USA)            | 49.                           |
| 105                           | Lauren Stephens (USA)         | DNF                           |
| 106                           | Eri Yonamine (JPN)            | 81.                           |

| Ceratizit-WNT Pro Cycling WNT | Ceratizit-WNT Pro Cycling WNT | Ceratizit-WNT Pro Cycling WNT |
| ----------------------------- | ----------------------------- | ----------------------------- |
| Nr.                           | Rytter                        | Placering                     |
| 111                           | Erica Magnaldi (ITA)          | 16.                           |
| 112                           | Laura Asencio (FRA)           | DNF                           |
| 113                           | Kathrin Hammes (GER)          | DNF                           |
| 114                           | Marta Lach (POL) (landevej)   | 31.                           |
| 115                           | Lin Lea Teutenberg (GER)      | DNF                           |
| 116                           | Lara Vieceli (ITA)            | 50.                           |

| Lotto Soudal Ladies LSL | Lotto Soudal Ladies LSL  | Lotto Soudal Ladies LSL |
| ----------------------- | ------------------------ | ----------------------- |
| Nr.                     | Rytter                   | Placering               |
| 121                     | Hanna Nilsson (SWE)      | 63.                     |
| 122                     | Danique Braam (NED)      | DNF                     |
| 123                     | Lone Meertens (BEL)      | 57.                     |
| 124                     | Jesse Vandenbulcke (BEL) | DNF                     |
| 125                     | Elise vander Sande (BEL) | DNF                     |

| Valcar-Travel & Service VAL | Valcar-Travel & Service VAL | Valcar-Travel & Service VAL |
| --------------------------- | --------------------------- | --------------------------- |
| Nr.                         | Rytter                      | Placering                   |
| 131                         | Alice Maria Arzuffi (ITA)   | 74.                         |
| 132                         | Eleonora Gasparrini (ITA)   | 71.                         |
| 133                         | Silvia Magri (ITA)          | 72.                         |
| 134                         | Barbara Malcotti (ITA)      | 26.                         |
| 135                         | Federica Piergiovanni (ITA) | 40.                         |
| 136                         | Silvia Pollicini (ITA)      | DNF                         |

| A.R. Monex Women's ASA | A.R. Monex Women's ASA    | A.R. Monex Women's ASA |
| ---------------------- | ------------------------- | ---------------------- |
| Nr.                    | Rytter                    | Placering              |
| 141                    | Marija Novolodskaja (RUS) | 15.                    |
| 142                    | Eider Merino (ESP)        | 30.                    |
| 143                    | Mariia Miliaeva (RUS)     | DNF                    |
| 144                    | Katia Ragusa (ITA)        | DNF                    |
| 145                    | Lizbeth Salazar (MEX)     | 56.                    |
| 146                    | Arlenis Sierra (CUB)      | 37.                    |

| Drops-Le Col DRP | Drops-Le Col DRP      | Drops-Le Col DRP |
| ---------------- | --------------------- | ---------------- |
| Nr.              | Rytter                | Placering        |
| 151              | Joscelin Lowden (GBR) | 32.              |
| 152              | Anna Christian (GBR)  | 67.              |
| 153              | Dani Christmas (GBR)  | 82.              |
| 154              | Sara Penton (SWE)     | DNF              |
| 155              | April Tacey (GBR)     | DNF              |
| 156              | Alice Towers (GBR)    | 60.              |

| Arkéa Pro Cycling Team ARK | Arkéa Pro Cycling Team ARK | Arkéa Pro Cycling Team ARK |
| -------------------------- | -------------------------- | -------------------------- |
| Nr.                        | Rytter                     | Placering                  |
| 161                        | Sandra Levenez (FRA)       | 34.                        |
| 162                        | Pauline Allin (FRA)        | 78.                        |
| 163                        | Charlotte Becker (GER)     | DNF                        |
| 164                        | Amandine Fouquenet (FRA)   | 77.                        |
| 165                        | Cédrine Kerbaol (FRA)      | 61.                        |
| 166                        | Greta Richioud (FRA)       | DNF                        |

| Cogeas-Mettler-Look Pro Cycling Team CGS | Cogeas-Mettler-Look Pro Cycling Team CGS | Cogeas-Mettler-Look Pro Cycling Team CGS |
| ---------------------------------------- | ---------------------------------------- | ---------------------------------------- |
| Nr.                                      | Rytter                                   | Placering                                |
| 171                                      | Olga Sabelinskaja (UZB)                  | 33.                                      |
| 172                                      | Hannah Buch (GER)                        | DNF                                      |
| 173                                      | Iuliia Galimullina (RUS)                 | DNF                                      |
| 174                                      | Ajgul Garejeva (RUS)                     | DNF                                      |
| 175                                      | Petra Stiasny (SUI)                      | DNF                                      |

| Bingoal-Chevalmeire CCT | Bingoal-Chevalmeire CCT   | Bingoal-Chevalmeire CCT |
| ----------------------- | ------------------------- | ----------------------- |
| Nr.                     | Rytter                    | Placering               |
| 181                     | Thalita de Jong (NED)     | 36.                     |
| 182                     | Lenny Druyts (BEL)        | DNF                     |
| 183                     | Justine Ghekiere (BEL)    | DNF                     |
| 184                     | Kelly Van den Steen (BEL) | DNF                     |

| Doltcini-Van Eyck-Proximus DVE | Doltcini-Van Eyck-Proximus DVE | Doltcini-Van Eyck-Proximus DVE |
| ------------------------------ | ------------------------------ | ------------------------------ |
| Nr.                            | Rytter                         | Placering                      |
| 191                            | Mieke Docx (BEL)               | DNF                            |
| 192                            | Amber Aernouts (NED)           | 83.                            |
| 193                            | Olha Kulynych (UKR)            | 62.                            |
| 194                            | Barbara Sniezynska (POL)       | DNF                            |
| 195                            | Nicole Steigenga (NED)         | 80.                            |
| 196                            | Fien Van Eynde (BEL)           | DNF                            |

| Rally Cycling RLW | Rally Cycling RLW             | Rally Cycling RLW |
| ----------------- | ----------------------------- | ----------------- |
| Nr.               | Rytter                        | Placering         |
| 201               | Kristabel Doebel-Hickok (USA) | 66.               |
| 202               | Holly Breck (USA)             | DNF               |
| 203               | Heidi Franz (USA)             | DNF               |
| 204               | Leigh Ann Ganzar (USA)        | DNF               |
| 205               | Clara Koppenburg (GER)        | 44.               |
| 206               | Sara Poidevin (CAN)           | DNF               |

| Bepink BPK | Bepink BPK              | Bepink BPK |
| ---------- | ----------------------- | ---------- |
| Nr.        | Rytter                  | Placering  |
| 211        | Camilla Alessio (ITA)   | 53.        |
| 212        | Vania Canvelli (ITA)    | DNF        |
| 213        | Michaela Drummond (NZL) | DNF        |
| 214        | Marketa Hajkova (CZE)   | DNF        |
| 215        | Nadia Quagliotto (ITA)  | DNF        |
| 216        | Silvia Zanardi (ITA)    | DNF        |